# NGC 2636
NGC 2636 è una piccola galassia ellittica situata nella costellazione della Giraffa, a una distanza di circa 102 milioni di anni luce dalla nostra Via Lattea.

## Scoperta
La galassia è stata scoperta il 27 luglio 1883 dall'astronomo tedesco Wilhelm Tempel.

## Descrizione
Dato il valore della sua luminosità superficiale pari a 11,81, NGC 2636 può essere inclusa tra le galassie che presentano una elevata luminosità superficiale.